# Войцех Камиш
Во́йцех Ка́миш (пол. Wojciech Kamysz, нар. 1975) — польський хімік, доктор фармацевтичних наук, фахівець у галузі синтезу пептидних ліків. Завідувач кафедри неорганічної хімії фармацевтичного факультету Гданського медичного університету.

## Біографія
В 1998 році закінчив хімічний факультет Гданського університету. В 2003 році захістив докторську дисертацию під назвою «Синтез пептидів, що володіють протимікробними властивостями», на тому ж факультеті. У 2008 році на основі доповіді «Проектування, синтез та дослідження протимікробних пептидів» на фармацевтичному факультеті Гданського медичного університету отримав ступінь доктора фармацевтичних наук. В даний час (2014) працює науковим співробітником на фармацевтичному факультеті на посаді екстраординарного професора. Виконує функцію керівника кафедри неорганічної хімії фармацевтичного факультету.
Його наукові інтереси пов'язані з проектуванням і отриманням біологічно активних речовин, в основному протимікробними синтезами, розробкою нових процедур і розподілу хімічних сполук, а також дослідження конформаційних пептидів. Він спеціалізується в області проектування синтезу пептидів, як в лабораторному, так і напівпромисловим масштабах.
Войцех Камиш — автор понад 130 наукових робіт, а також більше 100 доповідей.

## Нагороди та премії
- Стипендія Фонду польської науки (2004)
- Стипендія Фонду польської науки (2005, продовження)
- Нагорода Фонду Польфарма (2005)
- Стипендія Політики (2005)
- Нагорода Ректора Гданського медичного університету I ступеня (2004)
- Нагорода Ректора Гданського медичного університету II ступеня (2005)
- Нагорода Гданського наукового товариства (2006)
- Колективна Нагорода Гданського медичного університету I ступеня (2007)
- Колективна Нагорода Гданського медичного університету I ступеня (2008)
- Стипендія Міністерства науки та вищої освіти Польщі для молодих видатних дослідників (2010)[9]